# Сура Аль-Хадід
Сура Аль-Хадід (араб. سورة الحديد‎) або Залізо — п'ятдесят сьома сура Корану. Мединська, містить 29 аятів.